# Feldbahnmuseum Oekoven
| Streckenlänge: | 1 km                |                |                |
| Spurweite: | 600 mm (Schmalspur) |                |                |
| Streckenklasse: | 8t 2t/m             |                |                |
| Minimaler Radius: | 40 m                |                |                |
| Streckengeschwindigkeit: | 20 km/h             |                |                |
| |                     |                |                |
| \| \| 0,0 \| Oekoven K. \| Oekoven K. \| \| \| -0,2 \| Neuratherfeld \| Neuratherfeld \| \| \| 0,2 \| Hp Werkstatt \| Hp Werkstatt \| \| \| \| Abzw Bromberg \| \| \| \| 0,8 \| An der Lohe \| An der Lohe \| \| \| \| Kump (geplant) \| \| |                     |                |                |
| Kopfbahnhof Streckenanfang | 0,0                 | Oekoven K.     | Oekoven K.     |
| Abzweig geradeaus und nach links · Kopfbahnhof Streckenende und quer | -0,2                | Neuratherfeld  | Neuratherfeld  |
| Haltepunkt / Haltestelle | 0,2                 | Hp Werkstatt   | Hp Werkstatt   |
| Dienststation / Betriebs- oder Güterbahnhof |                     | Abzw Bromberg  | Abzw Bromberg  |
| Kopfbahnhof Strecke ab hier außer Betrieb | 0,8                 | An der Lohe    | An der Lohe    |
| Kopfbahnhof Streckenende (Strecke außer Betrieb) |                     | Kump (geplant) | Kump (geplant) |

Das Feldbahnmuseum Oekoven ist ein auf private Initiative entstandenes Eisenbahnmuseum im Rommerskirchener Ortsteil Oekoven. Es wurde am 31. Januar 1976 in Rheydt durch eine Gruppe von Eisenbahnfreunden gegründet. Der Träger des Museums ist der eingetragene Verein „Feld- und Werksbahnmuseum Rommerskirchen-Oekoven e.V.“. Es ist heute überregional bekannt und ein beliebtes Ausflugsziel für Eisenbahnfreunde aus ganz Deutschland. Der Eintritt ist frei.
Das Feldbahnmuseum Oekoven betreibt unter dem Namen Gillbachbahn eine 1 km lange Museumsfeldbahn mit 600 mm Spurweite, auf welcher die Feldbahnfahrzeuge im Betrieb vorgeführt werden. Auf Initiative der Gemeinde wurde das Feldbahnmuseum Oekoven im Jahre 2020 in Feldbahnmuseum Rommerskirchen-Oekoven umbenannt.

## Lage
Das Museum liegt direkt neben der Bahnstrecke Köln-Mönchengladbach am ehemaligen Bahnhof Oekoven, auf dem Gelände des stillgelegten Grubenanschlussbahnhofs Oekoven. Es liegt zudem fast auf der Mitte zwischen dem Rommerskirchener Ortsteil Oekoven und der Bundesstraße 59 (Rommerskirchen – Grevenbroich).

## Ausstattung

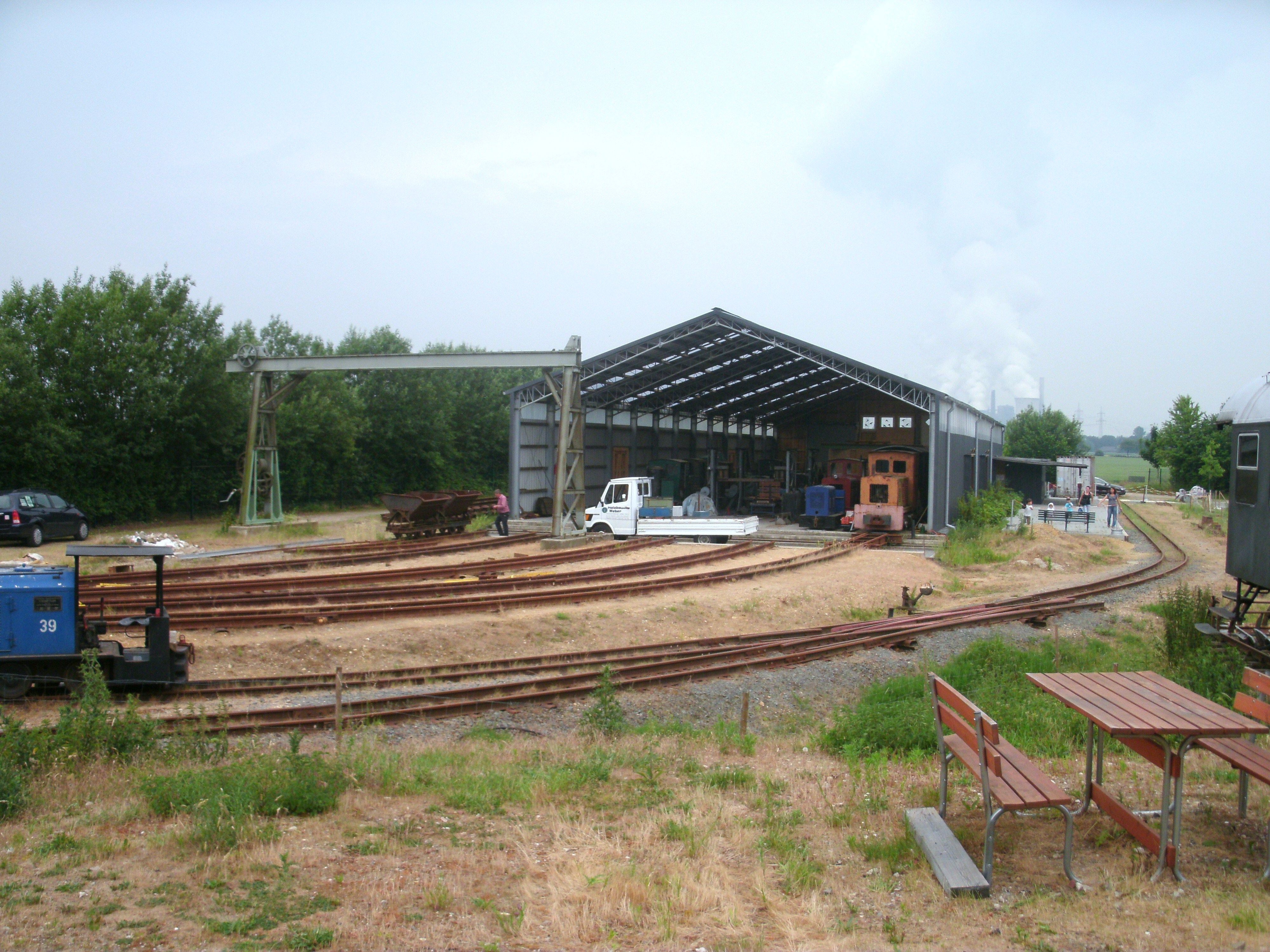
Der Bahnhof Neuratherfeld mit der neuen Museumshalle samt Schiebebühne und Bahnsteig (rechts)

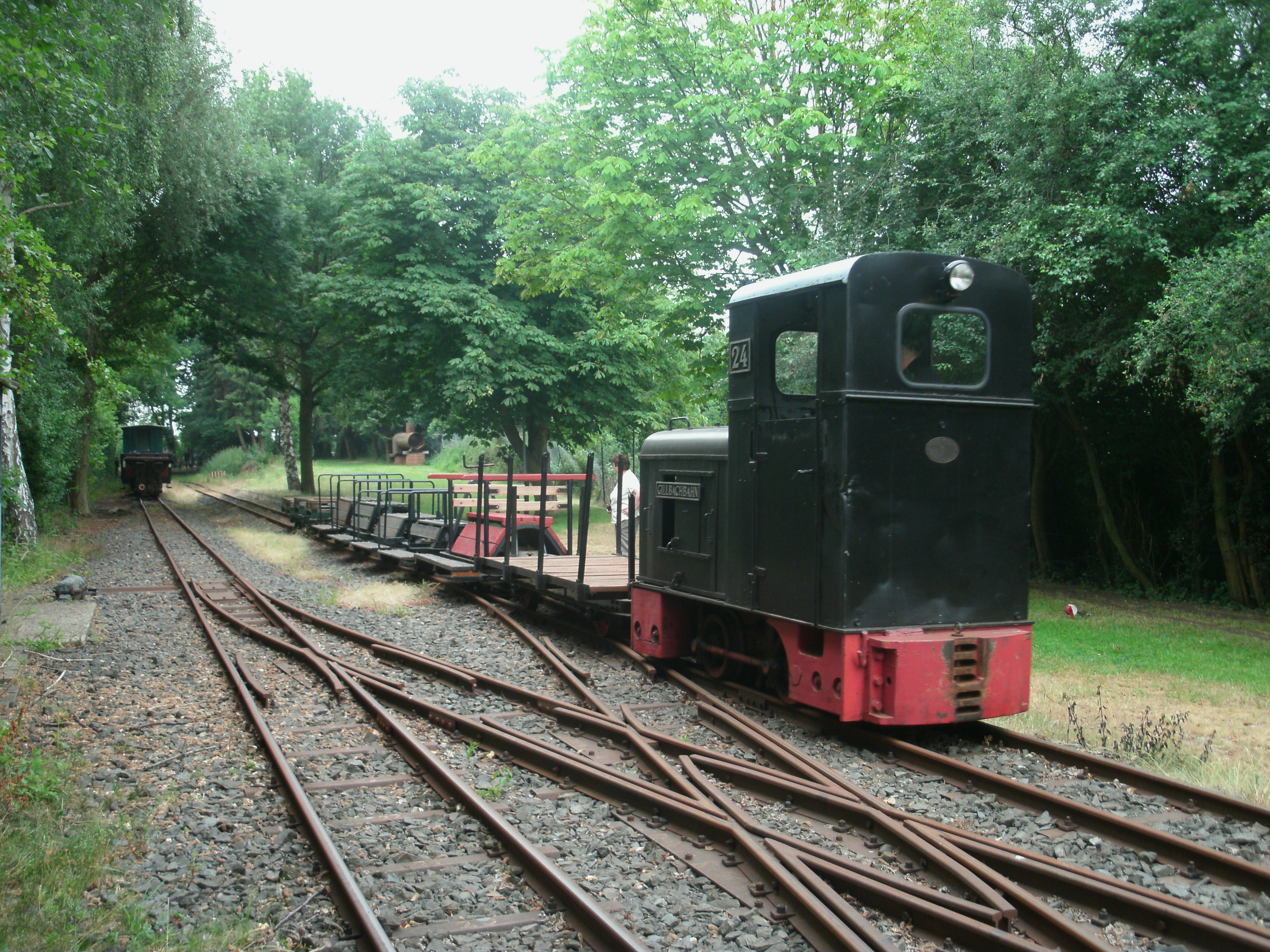
Zug der Gillbachbahn im Bahnhof Oekoven

Schwerpunkt des Museums ist die umfangreiche Sammlung von Fahrzeugen in 600 mm Spurweite aus den Bereichen
- Werksbahn / Ziegeleibahn
- Grubenbahn
- Baustellenbahn
- Trümmerbahn
- Heeresfeldbahn
- Kleinbahn

Hinzu kommen einige weitere Feldbahnfahrzeuge mit anderen Spurweiten, sofern diese einen Bezug zur Region haben. Auf dem Museumsgelände wurde zudem vor einigen Jahren eine große Ausstellungshalle gebaut, in welcher nun die Exponate des Museums ausgestellt sind, welche zuvor auf dem Außengelände untergebracht waren. In der Nähe dieser Halle wurde zudem eine weitere, etwas kleinere Halle gebaut, welche eine Ausstellung über Stellwerkstechnik beinhaltet.
Zum Museum gehören zudem eine 1 km lange Feldbahnstrecke und eine kleine Gartenbahnanlage zum Mitfahren.

### Gartenbahn
Am Bf Neuratherfeld befindet sich eine Gartenbahnanlage mit den Spurweiten von 7 1/4 Zoll (184 mm) und 5 Zoll (127 mm) und einer Gleislänge von rund 70 m.

### Feldbahnstrecke
Das Feldbahnmuseum betreibt eine eingleisige Feldbahnstrecke („Gillbachbahn“) mit einer Spurweite von 600 mm, welche vom Bf Neuratherfeld (inkl. Museumshalle) über den Spitzkehrenbahnhof  Oekoven K. (= Kleinbahnhof) und Hp Werkstatt zum Bf An der Lohe führt. Vom Kleinbahnhof Oekoven zweigen einige Nebengleise zur Werkstatt ab. Zudem führte ursprünglich ein Nebengleis des Bf Oekoven K. weiter zum ehemaligen DB-Stellwerk. Dieses Gleis wurde im Jahre 2014 abgebaut.
Vom Bahnhof Neuratherfeld fährt stündlich (Minute 30) ein Kleinbahnzug zum Endbahnhof An der Lohe, dessen Zugbildung und Betriebsweise meist unterschiedlich sind. In der Regel verkehrt ein aus offenen und geschlossenen Personenwagen des Museums mit einer historischen Feldbahnlok (Dampf oder Diesel) gebildeter Zug. Bereits nach drei Minuten Fahrzeit muss im Bahnhof Oekoven K. die Fahrtrichtung gewechselt werden; dies geschieht durch Umsetzen der Lok. Nach dem Halt am Hp Werkstatt verlässt dieser Zug das eigentliche Museumsgelände und fährt zum Endbahnhof An der Lohe.
Dieser Streckenabschnitt befindet sich in einem schmalen Waldstück zwischen der Bahnstrecke der DB AG auf der einen Seite und den Feldern auf der anderen Seite. Dieser Waldstreifen war bis zum Jahre 1970 die Fläche, auf der sich die Gütergleise des Bahnhofs Oekoven befanden. Dieser Güterbahnhof wurde bis 1970 von der Grubenanschlussbahn der Grube Neurath und der DR / DB gemeinsam betrieben, und danach stufenweise abgebaut.
In An der Lohe muss für die Rückfahrt wieder durch Umsetzen der Lok die Fahrtrichtung geändert werden. Auf dem Abschnitt Oekoven K. und Neuratherfeld wird der Zug dann meist geschoben.
An den Betriebstagen verkehren nach Fahrplan insgesamt acht Zugpaare, die Fahrzeit beträgt für eine Hin- und Rückfahrt inklusive Umsetzen am Zwischen- und Endbahnhof insgesamt 34 Minuten.

### Verein „historische Feldbahnsammlung e.V.“
Im Jahre 2019 wurde das bewegliche Inventor des Museums an einen neuen Verein übertragen: Die historische Feldbahnsammlung.

### Lehrstellwerk
Das Feldbahnmuseum Rommerskirchen-Oekoven stellte im Jahr 2005 der BSW-Gruppe Krefeld Platz zur Verfügung, so dass das Lehrstellwerk aus Köln Deutzerfeld dort aufgebaut werden konnten.
Im Jahre 2021 wurde zur Betreuung dieses Lehrstellwerks ein eigener Verein gegründet: Der AK Stellwerk e.V.